# Hot Latin Songs
Hot Latin Songs ou Top Latin Songs (antigamente Hot Latin Tracks e Latin Songs) é uma tabela músical mostrada pela revista Billboard. As canções registradas na tabela musical não são necessariamente em Espanhol, já passaram pelo gráfico algumas canções em Inglês e Português.

## Realizações no gráfico

### Artista com mais hits em número um
| Posição | Cantor              | Total | Semanas em #1 | Canções número um (ano)/(semanas em número um) | Ref         |
| ------- | ------------------- | ----- | ------------- | --- | ----------- |
| 1       | Enrique Iglesias    | 20    | 79            | "Si Tú Te Vas" (1995) (8 semanas) "Experiencia Religiosa" (1996) (3 semanas) "Por Amarte" (1996) (8 semanas) "No Llores Por Mí" (1996) (1 semana) "Trapecista" (1996) (5 semanas) "Enamorado Por Primera Vez" (1997) (12 semanas) "Sólo en Tí" (1997) (10 semanas) "Miente" (1997) (4 semanas) "Esperanza" (1998) (4 semanas) "Nunca Te Olvidaré" (1999) (1 semana) "Bailamos" (1999) (1 semana) "Ritmo Total" (1999) (1 semana) "Héroe" (2001) (1 semana) "Mentiroso" (2002) (1 semana) "Quizás" (2003) (1 semana) "Para Qué La Vida" (2003) (1 semana) "Dímelo" (2007) (11 semanas) "Dónde Están Corazón" (2008) (3 semanas) "Lloro Por Tí" (2008) (2 semanas) "Gracias a Tí Remix" (Wisin & Yandel featuring Enrique Iglesias) (2009) (1 semana) | [ 1 ]       |
| 2       | Luis Miguel         | 16    | 64            | "Ahora Te Puedes Marchar" (1987) (3 semanas) "La Incondicional" (1989) (7 semanas) "Fría Como el Viento" (1989) (3 semanas) "Tengo Todo Excepto a Tí" (1990) (8 semanas) "Entrégate" (1990) (1 semana) "Inolvidable" (1992) (5 semanas) "No Sé Tú" (1992) (7 semanas) "Ayer" (1993) (3 semanas) "Hasta Que Me Olvides" (1993) (3 semanas) "El Día Que Me Quieras" (1994) (5 semanas) "La Media Vuelta" (1994) (3 semanas) "Si Nos Dejan" (1995) (7 semanas) "Por Debajo de la Mesa" (1995) (4 semanas) "O Tú O Ninguna" (1999) (1 semana) "Como Duele" (2002) (2 semanas) "Te Necesito" (2003) (2 semanas) | [ 2 ]       |
| 3       | Marco Antonio Solís | 14    | 53            | "Y Ahora Te Vas" (Los Bukis) (1988) (1 semana) "Cómo Fuí a Enamorarme de Tí" (Los Bukis) (1989) (5 semanas) "Mi Deseo" (Los Bukis) (1991) (6 semanas) "Mi Mayor Necesidad" (Los Bukis) (1992) (4 semanas) "Una Mujer Como Tú" (Marco Antonio Solís and Los Bukis) (1995) (6 semanas) "Que Pena Me Das" (1996) (10 semanas) "Recuerdos, Tristeza y Soledad" (1996) (8 semanas) "Así Como Te Conocí" (1997) (3 semanas) "La Venia Bendita" (1997) (1 semana) "Si Te Pudiera Mentir" (1999) (3 semanas) "O Me Voy o Te Vas" (2001) (1 semana) "Tu Amor o Tu Desprecio" (2003) (1 semana) "Más Que Tu Amigo" (2004) (1 semana) "Ojalá" (2007) (3 semanas)                                                                                               | [ 3 ] [ 4 ] |
| 3       | Gloria Estefan      | 14    | 40            | "Si Voy a Perderte" (1989) (5 semanas) "Mi Tierra" (1993) (6 semanas) "Con Los Años Que Me Quedan" (1993) (4 semanas) "Mi Buen Amor" (1994) (2 semanas) "Abriendo Puertas" (1995) (2 semanas) "Más Allá" (1996) (1 semana) "No Pretendo" (1997) (1 semana) "En El Jardín" (Alejandro Fernández and Gloria Estefan) (1997) (6 semanas) "Oye!" (1998) (1 semana) "No Me Dejes de Querer" (2000) (1 semana) "Como Me Duele Perderte" (2000) (2 semanas) "Hoy" (2003) (5 semanas) "Tu Fotografía" (2004) (1 semana) "No Llores" (Gloria Estefan featuring José Feliciano, Carlos Santana and Sheila E.)(2007) (3 semanas) | [ 5 ]       |
| 5       | Ricky Martin        | 10    | 36            | "Vuelve" (1998) (2 semanas) "Perdido Sin Tí" (1998) (1 semana) "Livin' La Vida Loca" (1999) (9 semanas) "Bella" (1999) (3 semanas) "She Bangs" (2000) (1 semana) "Sólo Quiero Amarte" (2001) (4 semanas) "Tal Vez" (2003) (11 semanas) "Jaleo" (2003) (1 semana) "Y Todo Queda en Nada" (2004) (1 semana) "Tu Recuerdo" (Ricky Martin featuring La Mari and Tommy Torres (2006) (3 semanas) | [ 6 ]       |
| 6       | Shakira             | 9     | 52            | "Ciega, Sordomuda" (1998) (3 semanas) "Tú" (1999) (1 semana) "Suerte" (2001) (7 semanas) "Que Me Quedes Tú" (2003) (1 semanas) "La Tortura" (Shakira featuring Alejandro Sanz) (2005) (25 semanas) "Hips Don't Lie" (Shakira featuring Wyclef Jean) (2006) (8 semanas) "Te Lo Agradezco, Pero No" (Alejandro Sanz featuring Shakira) (2007) (1 semana) "Loba" (2009) (5 semanas) "Loca" (Shakira featuring El Cata) (2010) (1 semana) | [ 7 ]       |
| 7       | Chayanne            | 9     | 33            | "Fuiste un Trozo de Hielo en la Escarcha" (1989) (4 semanas) "Completamente Enamorados" (1990) (5 semanas) "El Centro de Mi Corazón" (1992) (2 semanas) "Dejaría Todo" (1998) (5 semanas) "Yo Te Amo" (2000) (5 semanas) "Y Tú Te Vas" (2002) (7 semanas) "Un Siglo Sin Tí" (2003) (1 semanas) "Cuidarte el Alma" (2004) (3 semanas) "Si Nos Quedara Poco Tiempo" (2007) (1 semana) | [ 8 ]       |
| 7       | Alejandro Fernández | 8     | 35            | "Si Tu Supieras" (1997) (6 semanas) "En El Jardín" (Alejandro Fernández and Gloria Estefan (1997) (6 semanas) "No Sé Olvidar" (1998) (8 semanas) "Yo Nací Para Amarte" (1998) (5 semanas) "Loco" (1999) (1 semana) "Tantita Pena" (2001) (6 semanas) "Me Dediqué a Perderte" (2004) (2 semanas) "Se Me Va la Voz" (2010) (1 semana) | [ 9 ]       |
| 9       | Ana Gabriel         | 7     | 56            | "Ay Amor" (1988) (14 semanas) "Simplemente Amigos" (1989) (2 semanas) "Quién Como Tú" (1990) (7 semanas) "Es Demasiado Tarde" (1990) (10 semanas) "Cosas del Amor" (Vikki Carr and Ana Gabriel) (1991) (10 semanas) "Evidencias" (1992) (10 semanas) "Luna" (1994) (3 semanas) | [ 10 ]      |
| 9       | Selena              | 7     | 45            | "Buenos Amigos" (Alvaro Torres and Selena) (1992) (1 semana) "Donde Quiera Que Estés" (The Barrio Boyzz featuring Selena) (1994) (6 semanas) "Amor Prohíbido" (1994) (9 semanas) "Bidi Bidi Bom Bom" (1994) (5 semanas) "No Me Queda Más" (1994) (7 semanas) "Fotos y Recuerdos" (1995) (7 semanas) "Tú Sólo Tú" (1995) (10 semanas) | [ 11 ]      |
| 9       | Juan Gabriel        | 7     | 19            | "Yo No Sé Qué Me Pasó" (1986) (4 semanas) "Debo Hacerlo " (1988) (1 semana) "Pero Que Necesidad" (1994) (2 semanas) "El Palo" (1995) (1 semana) "El Destino" (Juan Gabriel and Rocío Dúrcal)(1997) (1 semana) "Te Sigo Amando" (1997) (1 semana) "Abrázame Muy Fuerte" (2001) (9 semanas) | [ 12 ]      |
| 10      | Thalía              | 6     | 6             | "Entre El Mar Y Una Estrella" (2000) (2 semanas) "Tú Y Yo" (2002) (1 semana) "No Me Enseñaste" (2002) (2 semanas) "Cerca De Ti" (2004) (1 semana) "Manias" (2012) "Te perdiste mi amor" (2013) |             |

### Canções com mais semanas em número um
| Ano  | Single                      | Cantor(es)                 | Semanas em número um | Ref                  |
| ---- | --------------------------- | -------------------------- | -------------------- | -------------------- |
| 2005 | "La Tortura"                | Shakira com Alejandro Sanz | 25                   | [ 13 ] [ 14 ] [ 15 ] |
| 2008 | "Te Quiero"                 | Flex                       | 20                   | [ 14 ] [ 16 ]        |
| 2000 | "A Puro Dolor"              | Son By Four                | 20                   | [ 17 ]               |
| 2007 | "Me Enamora"                | Juanes                     | 20                   | [ 14 ]               |
| 2008 | "No Me Doy Por Vencido"     | Luis Fonsi                 | 19                   | [ 14 ]               |
| 1988 | "Qué Te Pasa"               | Yuri                       | 16                   | [ 15 ]               |
| 2005 | "Rompe"                     | Daddy Yankee               | 15                   | [ 15 ]               |
| 1988 | "Ay Amor"                   | Ana Gabriel                | 14                   | [ 15 ]               |
| 1986 | "De Mí Enamórate"           | Daniela Romo               | 14                   | [ 15 ]               |
| 2002 | "Quítame Ese Hombre"        | Pilar Montenegro           | 13                   | [ 15 ]               |
| 1987 | "Lo Mejor de Tu Vida"       | Julio Iglesias             | 13                   | [ 15 ]               |
| 2004 | "Nada Valgo Sin Tu Amor"    | Juanes                     | 12                   | [ 15 ]               |
| 1997 | "Enamorado Por Primera Vez" | Enrique Iglesias           | 12                   | [ 15 ] [ 18 ]        |
| 2007 | "Dímelo"                    | Enrique Iglesias           | 11                   | [ 15 ]               |
| 2003 | "Tal Vez"                   | Ricky Martin               | 11                   | [ 15 ]               |
| 1996 | "Amor"                      | Cristian Castro            | 11                   | [ 15 ] [ 18 ]        |
| 1997 | "Sólo En Tí"                | Enrique Iglesias           | 10                   | [ 18 ]               |
| 1996 | "Que Pena Me Das"           | Marco Antonio Solís        | 10                   | [ 18 ]               |
| 1995 | "Tú Sólo Tú"                | Selena                     | 10                   | [ 18 ]               |
| 1992 | "Evidencias"                | Ana Gabriel                | 10                   | [ 19 ]               |
| 1991 | "Cosas del Amor"            | Vikki Carr e Ana Gabriel   | 10                   | [ 19 ]               |
| 1991 | "Todo, Todo, Todo"          | Daniela Romo               | 10                   | [ 19 ]               |
| 1990 | "Es Demasiado Tarde"        | Ana Gabriel                | 10                   | [ 19 ]               |
| 1989 | "Como Tú"                   | José José                  | 10                   | [ 20 ]               |
| 1989 | "Como Tu Mujer"             | Rocío Dúrcal               | 10                   | [ 20 ]               |

### Estréia em número um
| Single                      | Cantor              | Data                   | Ref           |
| --------------------------- | ------------------- | ---------------------- | ------------- |
| "El Palo"                   | Juan Gabriel        | 15 de Julho de 1995    | [ 21 ]        |
| "Enamorado Por Primera Vez" | Enrique Iglesias    | 1 de Fevereiro de 1997 | [ 22 ]        |
| "Sólo En Tí"                | Enrique Iglesias    | 3 de maio de 1997      | [ 23 ]        |
| "La Venia Bendita"          | Marco Antonio Solís | 11 de Outubro de 1997  | [ 24 ]        |
| "Por Qué Te Conocí"         | Los Temerarios      | 7 de Fevereiro de 1997 | [ 25 ]        |
| "Tal Vez"                   | Ricky Martin        | 12 de Abril de 2003    | [ 26 ] [ 27 ] |
| "Labios Compartidos"        | Maná                | 5 de Agosto de 2006    | [ 28 ]        |
| "Me Enamora"                | Juanes              | 29 de Setembro de 2007 | [ 28 ]        |

## Artistas com mais canções no Top 10
1. Luis Miguel (39)
2. Gloria Estefan (26)
3. Enrique Iglesias (24)
4. Shakira (19)
5. Marc Anthony (14)
6. Thalía (12)